# Vlag van Liberec

Vlag van Liberec (ratio 2:3)

De vlag van Liberec is, net als alle andere Tsjechische regionale vlaggen (uitgezonderd de vlag van Praag), ingedeeld in vier kwartieren. De vlag is sinds 8 oktober 2001 in gebruik.

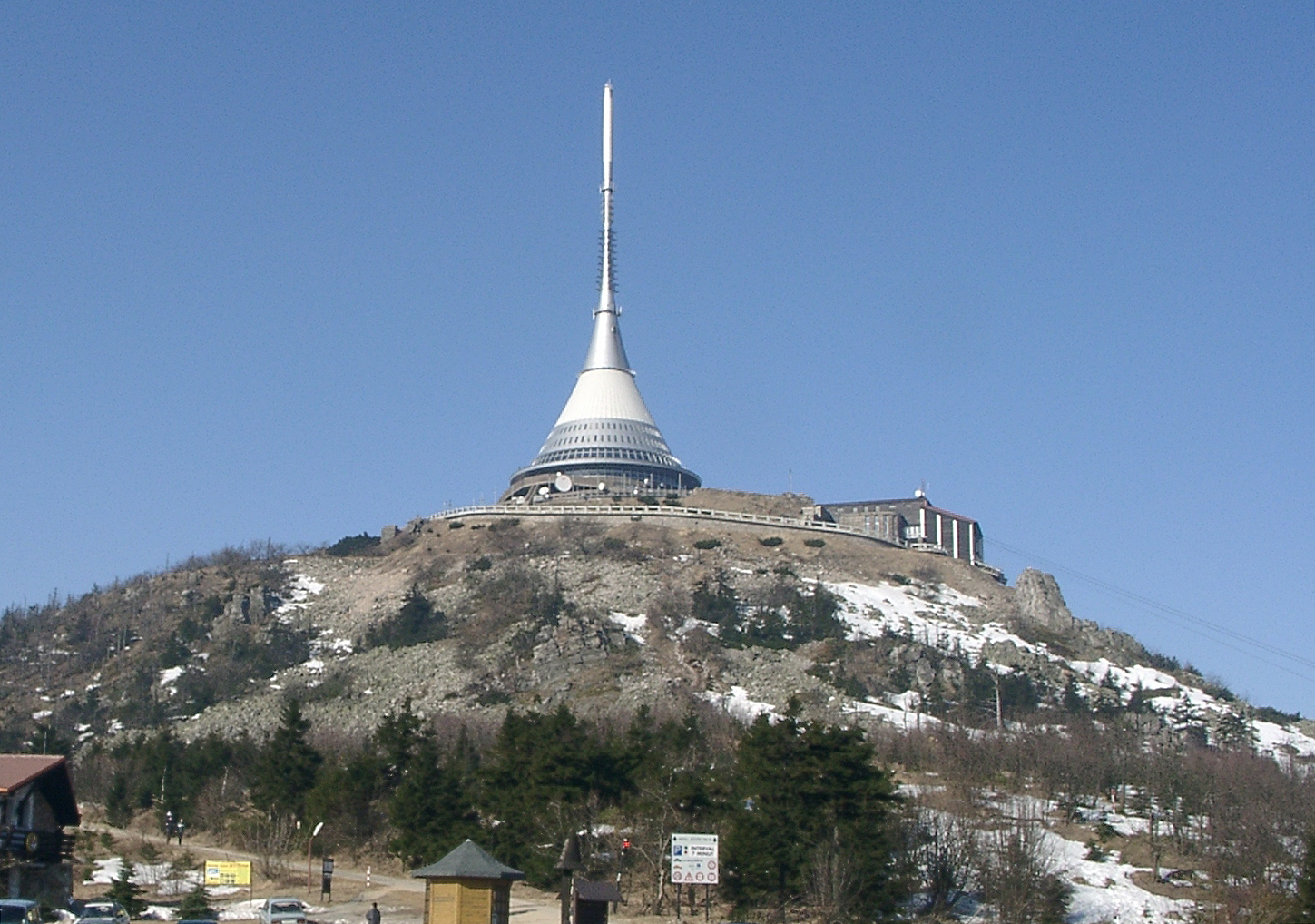
De Ještěd met tv-toren

Het eerste en het vierde kwartier tonen de leeuw van Bohemen, die ook op het wapen van Tsjechië staat. Het is een zilveren leeuw met een dubbele staart op een rood veld.
Het tweede kwartier toont een zilveren (wit) wiel op een blauwe achtergrond.
Het derde kwartier toont een gestileerde weergave van de Ještěd, een berg nabij de regionale hoofdstad Liberec. Boven op deze berg staat een tv-toren, een typisch voorbeeld van de naoorlogse Tsjechoslowaakse bouwstijl. Deze tv-toren wordt in het derde kwartier weergegeven als de spitse 'punt' boven op de berg.